# École Yabné (Paris)
Le groupe scolaire  Yabné est une institution éducative religieuse juive en contrat avec l’État, établie depuis 1948 à Paris.

## Histoire
Le groupe scolaire « Yabné » a été créé en 1948 par le grand-rabbin Jacob Kaplan avec le soutien des rabbins Élie Munk et Henri Schilli et le concours de  l'éducatrice Suzanne Aron, belle-mère du rabbin Édouard Gourévitch.
Le nom initial d’« École Yabné » est donné en mémoire de la yechiva fondée à Yavné, par Rabban Yohanan ben Zakkaï après la destruction du second Temple de Jérusalem par les Romains en l’an 70.
L’école fut soutenue par des communautés de la rue Cadet, de la rue Montévidéo, de la rue Pavée et de la rue Ambroise-Thomas. Pour diriger l’école, Suzanne Aron fait appel à Albert Crémieux.
Établie en 1948 dans les locaux de la fondation Gustave de Rothschild, au 60 de la rue Claude-Bernard dans le Quartier latin, l’école manque de place dans ce petit immeuble pour toutes ses classes de la sixième à la terminale. La solution trouvée est d’avoir la moitié des élèves étudiant le matin, et l'autre l'après-midi. Certaines classes sont aussi données au séminaire rabbinique, situé au 9 de la rue Vauquelin[source insuffisante].
En 1976, un accord est conclu avec le centre Rachi : Yabné peut alors accueillir 750 élèves[source insuffisante].
En 1993, l’École quitte le Quartier latin pour la porte d'Italie. C’est une des plus grandes communautés éducatives juives de France. Elle compte environ 1 400 élèves, de la maternelle à la terminale.
L'école maternelle et élémentaire porte le nom « École Henri Schilli ». Le collège-lycée porte le nom « Jacob Kaplan ».
En 2024, le lycée évoque une discrimination de certains de ses candidats lors de l'épreuve du baccalauréat. La ministre de l'Éducation nationale commande un rapport qui conclut à l'absence de discrimination.

## Sécurité
Le groupe scolaire est surveillé dans le cadre du plan Vigipirate.
Précédemment pourvue d'un système de surveillance par 16 caméras analogiques, l'école s'est dotée d'une solution « full IP » de 17 caméras surveillant les rues autour de l’école, le parking, les entrées, la cour de récréation et les principaux couloirs, l'ensemble du dispositif étant accessible à distance à tout moment. Le responsable logistique de l'école précise : « C’est important pour une école comme la nôtre de garantir aux parents la protection de leurs enfants. C’est un engagement de notre part comme peut l’être la qualité de l’enseignement ».

## Classement du lycée
En 2018, le lycée se classe 35e sur 108 au niveau départemental quant à la qualité d'enseignement, et 161e sur 2 277 au niveau national.
Le classement s'établit sur trois critères : le taux de réussite au baccalauréat (100 %), la proportion d'élèves de classe de première qui obtiennent le baccalauréat en ayant fait les deux dernières années de leur scolarité dans l'établissement (95 %), et la valeur ajoutée (4) calculée à partir de l'origine sociale des élèves, de leur âge et de leurs résultats au diplôme national du brevet,.

## Directeurs
- Albert Crémieux (1948-1954)
- Rabbin Adrien Guttel[9] (1954-1964)
- Bernard Picard (1965-1992)
- M. Cassar (1992-1994)
- Odile Namia-Cohen (1994-1998)
- Eliahou Bellahsen[10] (1998-2023)
- Samuel Arbib (depuis 2023)

## Enseignants
- Louis Cohn en 1948[11]
- Rita Thalmann, historienne[12]

## Anciens élèves
- Dan Arbib, professeur de philosophie à l'École normale supérieure[13].
- Nathan Naccache, écrivain[14].
- Éric Zemmour, homme politique[15].